# NGC 451
NGC 451 is een spiraalvormig sterrenstelsel in het sterrenbeeld Vissen. Het hemelobject ligt ongeveer 225 miljoen lichtjaar van de Aarde verwijderd en werd op 10 november 1881 ontdekt door de Franse astronoom Édouard Jean-Marie Stephan.

## HD 7578
Het stelsel NGC 451 bevindt zich, samen met het stelsel NGC 449, vanaf de aarde gezien schijnbaar net ten zuidwesten van de ster HD 7578. Amateurastronomen kunnen HD 7578 aanwenden als gidsster om beide sterrenstelsels op te zoeken.

## Synoniemen
- IC 1661
- PGC 4594
- KUG 0113+328B
- MCG 5-4-11
- ZWG 502.19
- MK 976